# Municipio de Northeast (Illinois)
El municipio de Northeast (en inglés: Northeast Township) es un municipio ubicado en el condado de Adams en el estado estadounidense de Illinois. En el año 2010 tenía una población de 840 habitantes y una densidad poblacional de 8,73 personas por km².

## Geografía
El municipio de Northeast se encuentra ubicado en las coordenadas 40°8′41″N 90°58′23″O / 40.14472, -90.97306. Según la Oficina del Censo de los Estados Unidos, el municipio tiene una superficie total de 96.23 km², de la cual 96,19 km² corresponden a tierra firme y (0,04 %) 0,04 km² es agua.

## Demografía
Según el censo de 2010, había 840 personas residiendo en el municipio de Northeast. La densidad de población era de 8,73 hab./km². De los 840 habitantes, el municipio de Northeast estaba compuesto por el 97,98 % blancos, el 0,24 % eran afroamericanos, el 0,36 % eran amerindios, el 0,12 % eran asiáticos y el 1,31 % eran de una mezcla de razas. Del total de la población el 0,12 % eran hispanos o latinos de cualquier raza.